# Winner Limeira Basquete
A Associação Limeirense de Basquete, conhecida pelo nome fantasia Winner Limeira, foi um clube brasileiro de basquete, da cidade de Limeira, no estado de São Paulo. 

## História
A Winner Limeira foi fundada em 2001, pelo atleta Luiz Zanon e pelo empresário Cássio Roque.
Com a ideia de relembrar os velhos tempos onde o Nosso Clube de Limeira tinha um time profissional que disputava títulos ao longo dos anos 90 contra Dharma/Franca, Rio Claro, Polti/COC/Ribeirão Preto e outros times, Zanon e Cássio Roque tinham em mente um projeto que iria longe no profissional e logo em seu primeiro ano, o clube conquistou alguns torneios, como o da Associação Regional de Basquete, Jogos Regionais e Campeonato Paulista A-2 (divisão de acesso), também sendo vice-campeão dos Jogos Abertos do Interior.
No ano de 2003, Zanon encerra sua carreira como jogador e inicia a de treinador de basquete na Winner Limeira, na temporada seguinte. Em 2004, foi vice-campeão paulista, perdendo a final em três jogos para o COC/Ribeirão Preto.
Em 2006, a Winner Limeira obtém a primeira conquista importante de sua história: o título da Nossa Liga de Basquetebol (NLB), em quadrangular final disputado na cidade de Torres. A NLB foi um torneio alternativo ao Campeonato Nacional, sem o reconhecimento da Confederação Brasileira de Basketball (CBB). Portanto, a Nossa Liga nunca foi considerado um Campeonato Brasileiro oficial.
Em janeiro de 2009, a Winner conquistou o Campeonato Paulista de Basquete de 2008, tendo como campanha na temporada regular: 24 vitórias / 4 derrotas, e nos playoffs, 9 vitórias e apenas uma derrota. Nos playoffs: Winner Limeira 3x0 Assis, nas quartas - (97x65 / 91x90 / 77x60); Winner Limeira 3x0 EC Pinheiros, na semifinal - (92x74 / 94x85 / 98x80); Winner Limeira 3x1 Franca, na decisão - (96x104 / 73x62 / 82x70 / 98x88).
Em 2010, a Winner conquistou o Campeonato Paulista pela segunda vez, tendo como campanha na temporada regular: 12 vitórias / 12 derrotas (rendimento de 50%), e nos playoffs, 9 vitórias e apenas uma derrota (rendimento de 90%). Nos playoffs: Winner Limeira 3x0 São José, nas quartas; Winner Limeira 3x0 Araraquara, na semifinal; Winner Limeira 3x1 EC Pinheiros, na decisão - (88x77 / 82x76 / 84x92 / 77x75).
Alguns jogadores que marcaram época no clube: Zanon, Wilmar Renzi, Charles, Telmo, Duda Machado, Brian Taylor, Rodrigo Bahia, Fernando Alvin, Jiovani Baesso, Eric "Tatu" Romualdo, Renato, Nezinho, Bruno Fiorotto, Shamell, Guilherme Teichmann, Durelle Brown, David Jackson e Ronald Ramón.
Após o fim da primeira fase do Campeonato Paulista de 2015, a equipe adulta encerrou suas atividades pela segunda vez na história (a primeira foi em 2009). Posteriormente, as categorias de base também foram desativadas.

## Títulos
| Estaduais | Estaduais                 | Estaduais | Estaduais   |
|           | Competição                | Títulos   | Temporada   |
| --------- | ------------------------- | --------- | ----------- |
| São Paulo | Campeonato Paulista       | 2         | 2008 e 2010 |
| São Paulo | Campeonato Paulista - A-2 | 1         | 2001        |

### Outros torneios
- Jogos Regionais: 11 vezes (2001, 2002, 2003, 2004, 2005, 2006, 2007, 2008, 2009, 2011 e 2016).
- Jogos Abertos do Interior: 3 vezes (2006, 2007 e 2012).
- Associação Regional de Basquete: 2001.
- Copa Brasil Sul: 2004.
- Copa Rosa Branca: 2007.
- Nossa Liga de Basquetebol: 2006.
- Copa EPTV: 2008.

## Campanhas de destaque
- Vice-campeão do Campeonato Paulista: 2 vezes (2004 e 2014).

- Vice-campeão do Torneio Novo Milênio: 2 vezes (2002 e 2004).

## Últimas temporadas
Legenda:
| Campeão Vice-campeão | Classificado à Liga das Américas Classificado à Liga Sul-Americana |